# Pristocera sumatrensis
Pristocera sumatrensis (лат. ) — вид ос-бетилид рода Pristocera из семейства Bethylidae (Chrysidoidea, Hymenoptera). Юго-Восточная Азия.

## Распространение
Остров Суматра (Индонезия).

## Описание
Мелкие осы-бетилиды чёрного цвета (ноги коричневые). Длина тела 8 мм. Длина головы 1,51 мм, ширина головы 1,25 мм.
Вид был впервые описан в 1998 году японскими гименоптерологами Мамору Тэраямой (Mamoru Terayama, University of Tokyo, Токио, Япония) и Сэики Яманэ (Seiki Yamane, Kagoshima University, Кагосима, Япония). Видовое название дано по месту обнаружения (Суматра).